# MEO Arena
El MEO Arena, anteriormente Pavilhão Atlântico y Altice Arena, originalmente Pavilhão da Utopia, es un estadio cubierto multifuncional situado en el Parque das Nações, en Lisboa, Portugal. Fue construido para la Exposición Mundial de 1998 (Expo '98), y fue inaugurado con el nombre de Pabellón de la Utopía. Durante la exposición, sirvió de escenario al espectáculo Océanos y Utopías. Es el mayor pabellón de Portugal y tiene un aforo de 20 000 personas.
Fue proyectado por el arquitecto Regino Cruz, en colaboración con el Gabinete de arquitectura SOM (Skidmore, Owings & Merrill).
En 2013, Portugal Telecom (PT) adquirió los derechos del nombre del pabellón, pasando a llamarse MEO Arena. Tras la decisión de la empresa de telecomunicaciones Altice, que adquirió Portugal Telecom, de sustituir la marca MEO por Altice, el pabellón pasó a llamarse Altice Arena en octubre de 2017.
El 25 de julio del 2017, la RTP escogió al pabellón lisboeta como sede para el 2018 del primer Festival de la Canción de Eurovisión que se celebró en Portugal, en la semana del 6 al 12 de mayo de 2018.
El 1 de febrero de 2024, Altice Arena volvió a su nombre anterior MEO Arena.

## Historia
La idea de construir el edificio se remonta a las primeras discusiones sobre el Plan de Urbanización de la Expo '98. A diferencia de otras capitales europeas, Lisboa no contaba con un pabellón polivalente para acoger espectáculos, congresos y acontecimientos deportivos de gran envergadura. Los espacios existentes, tanto en la capital como en otros puntos del país, o tenían un aforo muy limitado, o eran difícilmente adaptables a eventos no convencionales, como el deporte de alta competición en recinto cubierto. Además, no disponían de las instalaciones tecnológicas que exigían las coberturas televisivas modernas o los grandes espectáculos musicales o teatrales.
Portugal necesitaba una infraestructura que llenara el espacio entre las pequeñas estructuras cubiertas, como el Coliseo de Lisboa, y los grandes estadios abiertos, ya que esta circunstancia hacía que el país quedara fuera de los campeonatos de deporte "indoor" y de las grandes giras de los artistas internacionales. De ahí que se optara por construir un equipamiento de este tipo en el plan de urbanización para la zona de la Expo '98. Esta localización tenía la ventaja de servir no solo a la población de la mayor área metropolitana portuguesa, sino también al país en su conjunto, dada su proximidad a la Estación de Oriente (donde se interconectan los principales medios de transporte público) y a los principales nudos de carreteras.

## Arquitectura

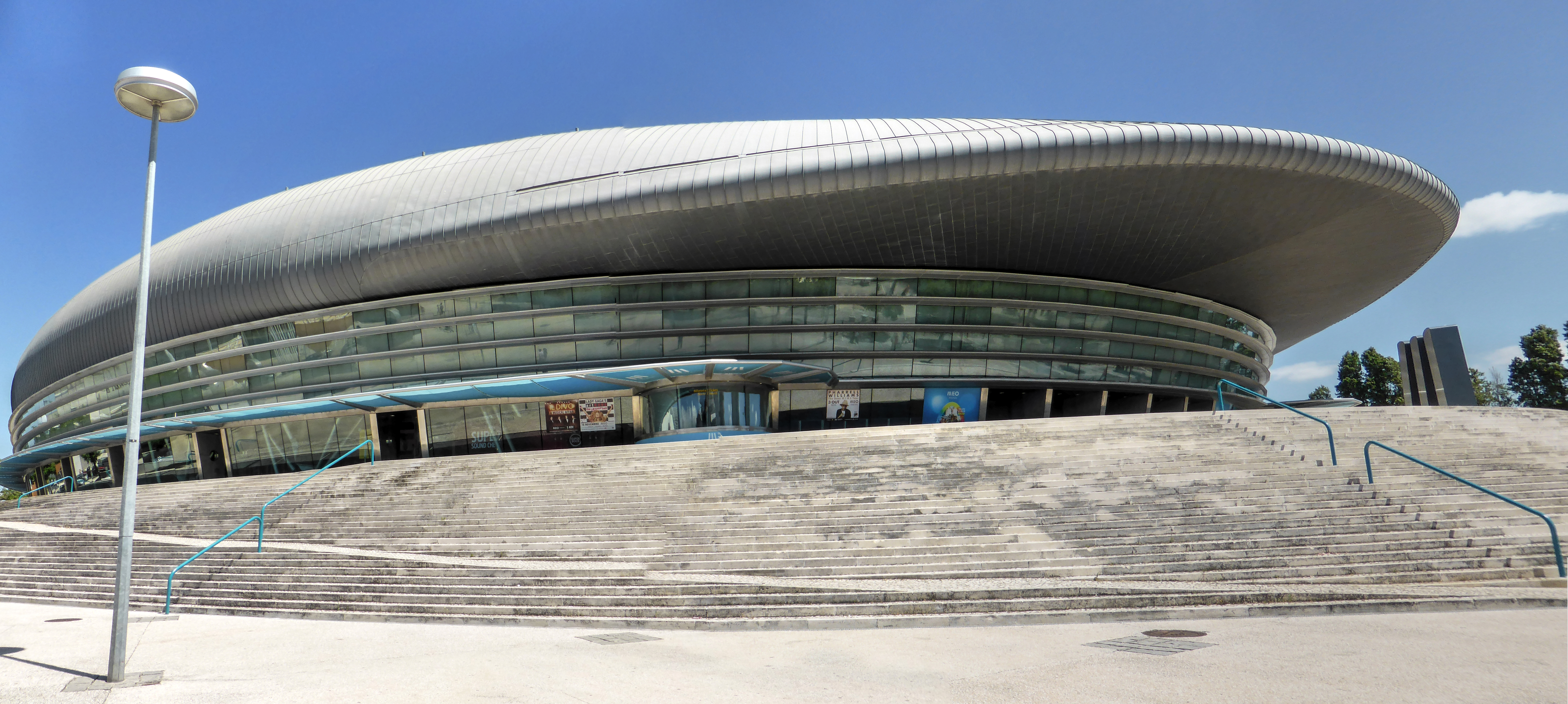
Vista del Altice Arena (lado norte)

El edificio fue diseñado por el arquitecto portugués Regino Cruz, autor de varios edificios gubernamentales y edificios de oficinas en Brasil y Portugal, en asociación con el gabinete Skidmore, Owings & Merrill (SOM).
SOM había sido galardonado con el primer premio en los concursos para los estadios olímpicos de Mánchester y Berlín, y es responsable del diseño de varios pabellones deportivos en Estados Unidos (Portland, Filadelfia, Oakland o Mineápolis). El estudio también participó en el proyecto de la torre Vasco da Gama, ubicada al norte del Parque de las Naciones de Lisboa. La forma del Pabellón Atlántico recuerda a una gran nave espacial o a un cangrejo de herradura. Tal forma requería una concepción innovadora para su implementación, tanto estructural como simbólica. Por ejemplo, el techo descansa sobre un entramado de madera con forma de casco invertido de una carraca, una embarcación portuguesa. En consonancia con los principales temas de la exposición (los océanos y los descubrimientos portugueses del siglo XV), se prefirió la madera al hormigón o al metal.
La organización interna del espacio fue pensada para satisfacer tres grandes objetivos: minimizar el impacto visual de una construcción de tales dimensiones, contribuir a un uso racional de la energía y simplificar los flujos de entrada y salida de espectadores.
La fachada principal está orientada hacia el sur, lo que aumenta su exposición al sol durante los meses de invierno, a la vez que protege contra la luz solar directa en verano. Ello hace que los costes de calefacción o refrigeración del edificio se reduzcan. También se instalaron salidas de aire en la parte superior del edificio para facilitar la ventilación natural y asegurar la refrigeración. La cubierta está revestida por una chapa de cinc, bajo la cual hay varias capas de aislante (lana mineral) y espacios libres, para permitir la circulación y refrigeración del aire. La fachada de vidrio exterior está protegida por paneles cuyas dimensiones fueron especialmente diseñadas para que el sol incidiera directamente solo durante los meses de invierno. Un sistema de persianas móviles externas permite además que entre luz natural al pabellón, reduciendo el gasto en iluminación artificial.
El nivel principal se colocó a 6,4 m por debajo del nivel del suelo, lo que permitió un techo de una altura generosa y una inercia térmica mejorada, puesto que la superficie que está en contacto con el exterior es menor. Las entradas y salidas se hacen a través de una pequeña escalera exterior que rodea el edificio.

## Expo '98
Durante la Expo '98, el edificio se llamó Pabellón de la Utopía y fue sede del espectáculo "Océanos y Utopías".
Mientras que en los otros pabellones de la Expo '98 (como los de Portugal, el Conocimiento de los Mares o el Futuro) el enfoque del tema principal —los océanos— tenía perspectivas artísticas, científicas o históricas, en el Pabellón de la Utopía predominó un enfoque más simbólico, onírico y mágico. Así, durante los 132 días que duró la exposición, fue un espacio abierto a la imaginación, que reflejaba los miedos, mitos y leyendas que, a lo largo de la historia, se han asociado con el mundo del mar.
Los visitantes pudieron conocer la historia de Dédalo, el primer hombre-pájaro, los dioses olímpicos o héroes míticos como Hércules, además de disfrutar de una colorida sucesión de imágenes que representaban el nacimiento de la Humanidad y los dioses, el Big Bang, el Diluvio universal, la Atlántida, los descubrimientos, los viajes espaciales, etc. El espectáculo, concebido por François Confino y Philippe Genty y producido por Gilbert Rozon y que tenía cuatro representaciones al día, mezclaba los elementos clásicos del teatro con la tecnología multimedia moderna.

## Eventos
Entre otros eventos deportivos, acogió la final del Campeonato Mundial de Baloncesto Sub-19 1999, el Campeonato Mundial de Atletismo en Pista Cubierta de 2001, la final del Campeonato Mundial de Balonmano Masculino de 2003, la Copa de la UEFA de fútbol sala 2009/10, y los Juegos de la Lusofonía de 2009. En cuanto a eventos musicales, acogió los MTV Europe Music Awards 2005 o el Festival de la Canción de Eurovisión 2018. 

### Festival de Eurovisión de 2018

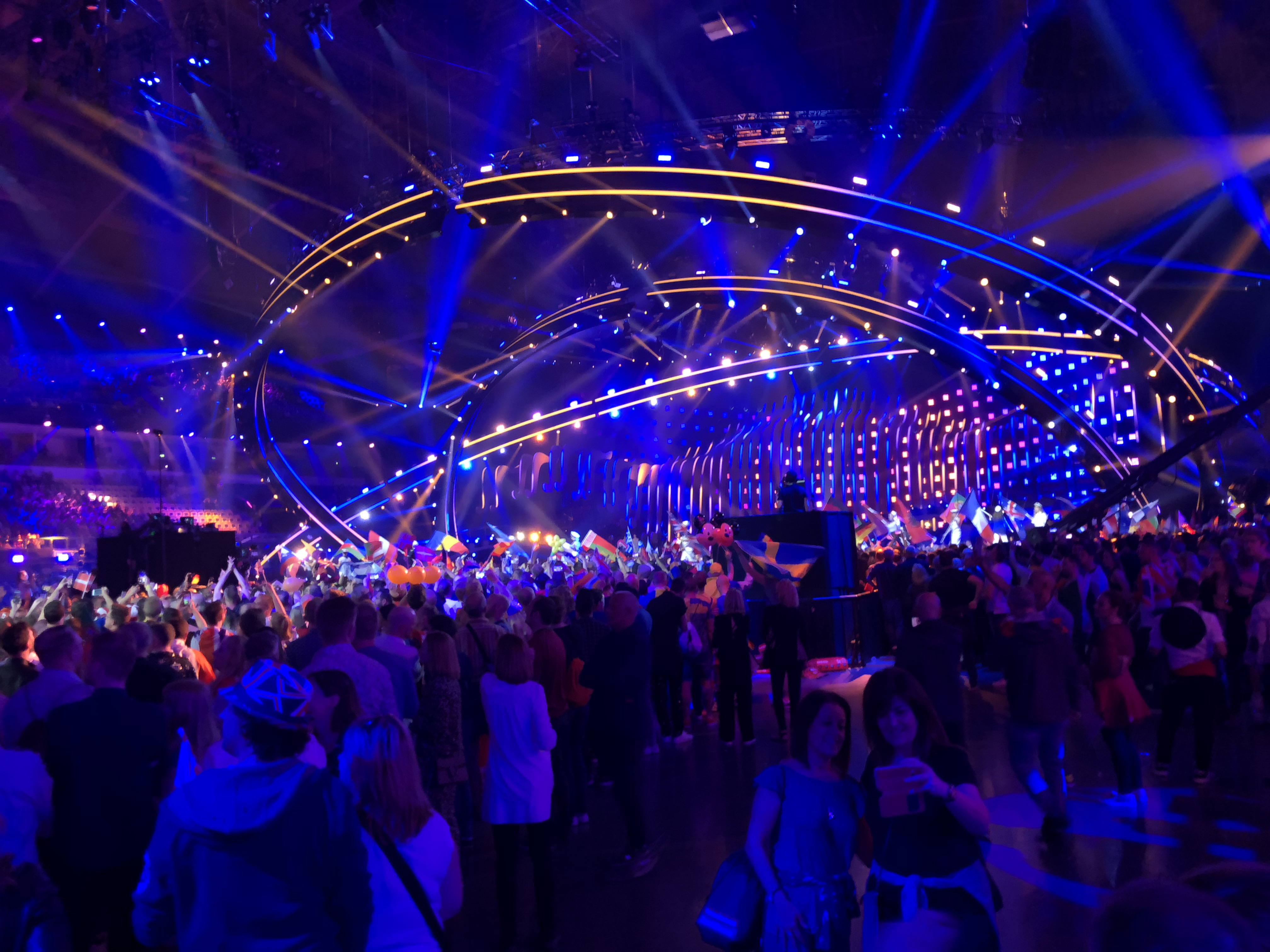
Escenario de Eurovisión 2018

Tras la victoria de Portugal en el Festival de la Canción de Eurovisión 2017, la Unión Europea de Radiodifusión (UER) recomendó a la Televisión Pública Portuguesa (Rádio e Televisão de Portugal, RTP) que la 63.ª edición del Festival de la Canción de Eurovisión se celebrase en el recinto lisboeta. Posteriormente, la RTP abrió un proceso de licitación para escoger la ciudad y recinto sedes del certamen. El 25 de julio de 2017, Lisboa fue confirmada como ciudad sede del festival, siendo el MEO Arena (posteriormente renombrado Altice Arena) el recinto en el que se celebrase dicho evento. Acogió las semifinales del certamen el 8 y 10 de mayo de 2018, y la final el 12 de mayo. Hay que añadir que la distinta promoción del evento la Unión Europea de Radiodifusión utilizó el nombre original (Pavilhão Atlântico) del recinto portugués para evitar emplear marcas comerciales.

### Conciertos

Conciertos en el 'Pavilhão Atlântico'
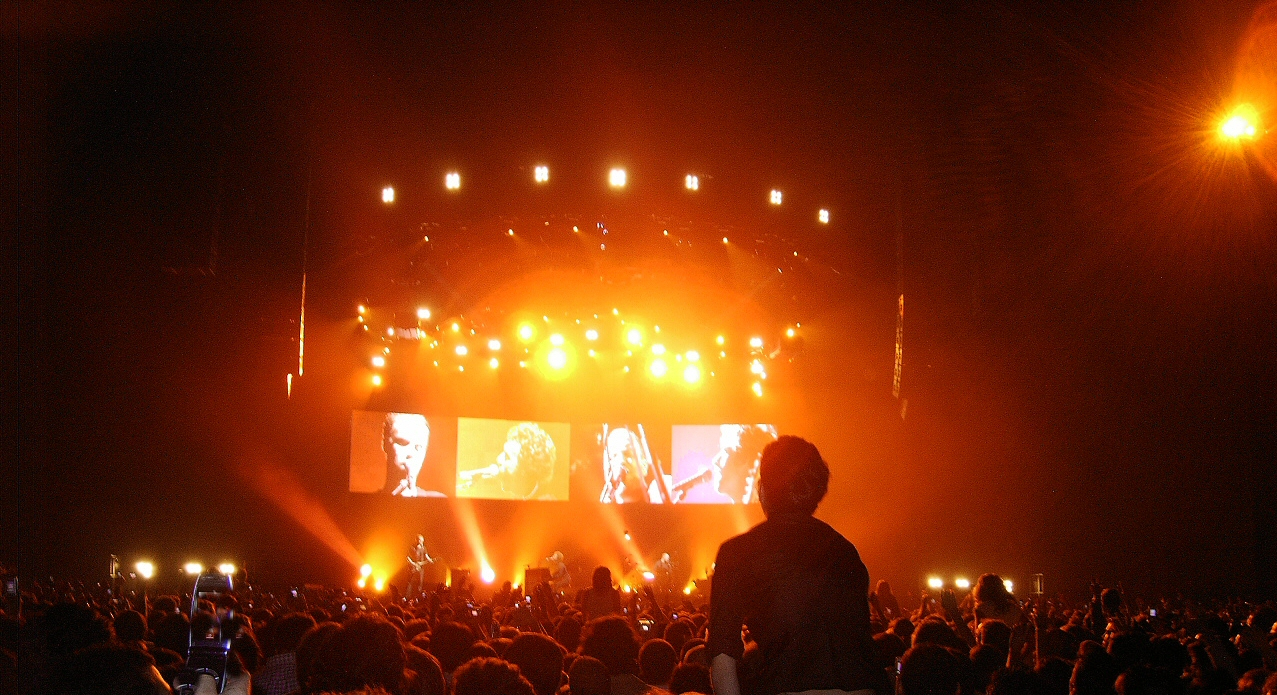
Coldplay
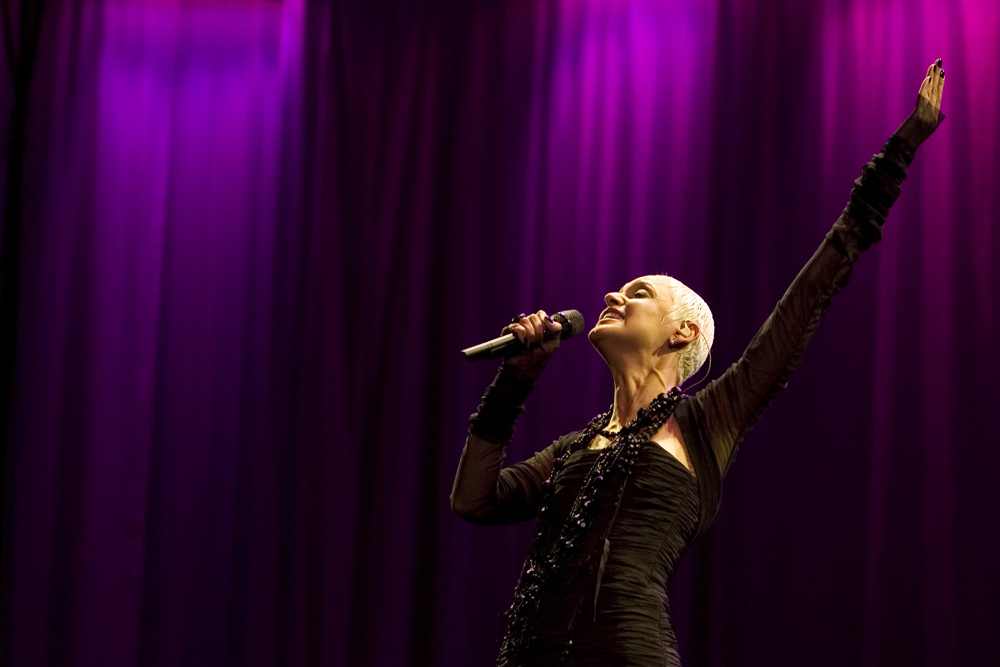
Mariza
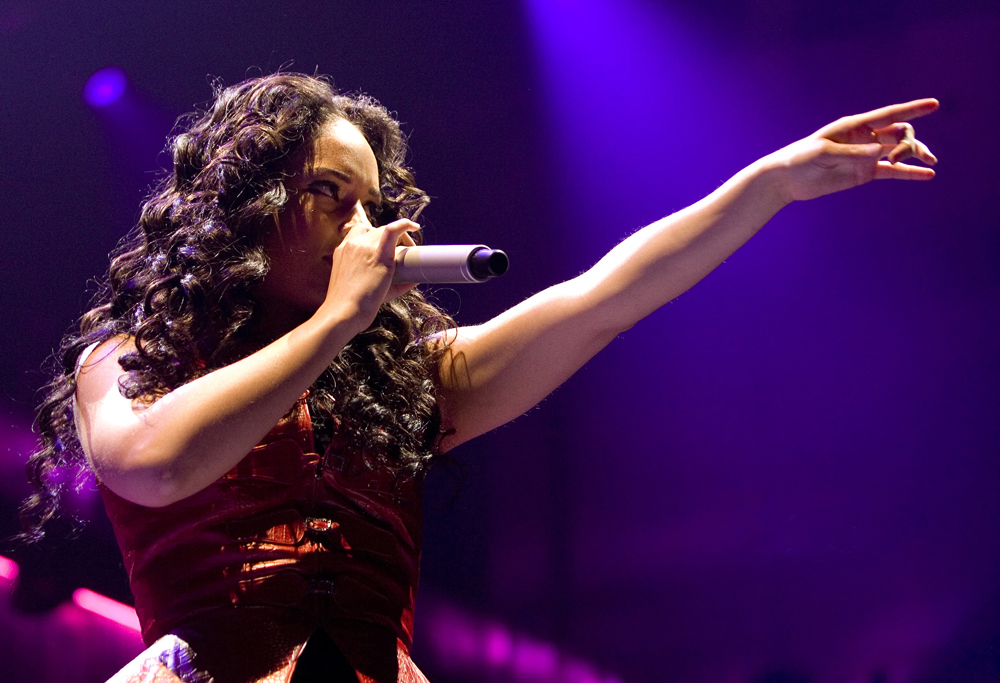
Alicia Keys
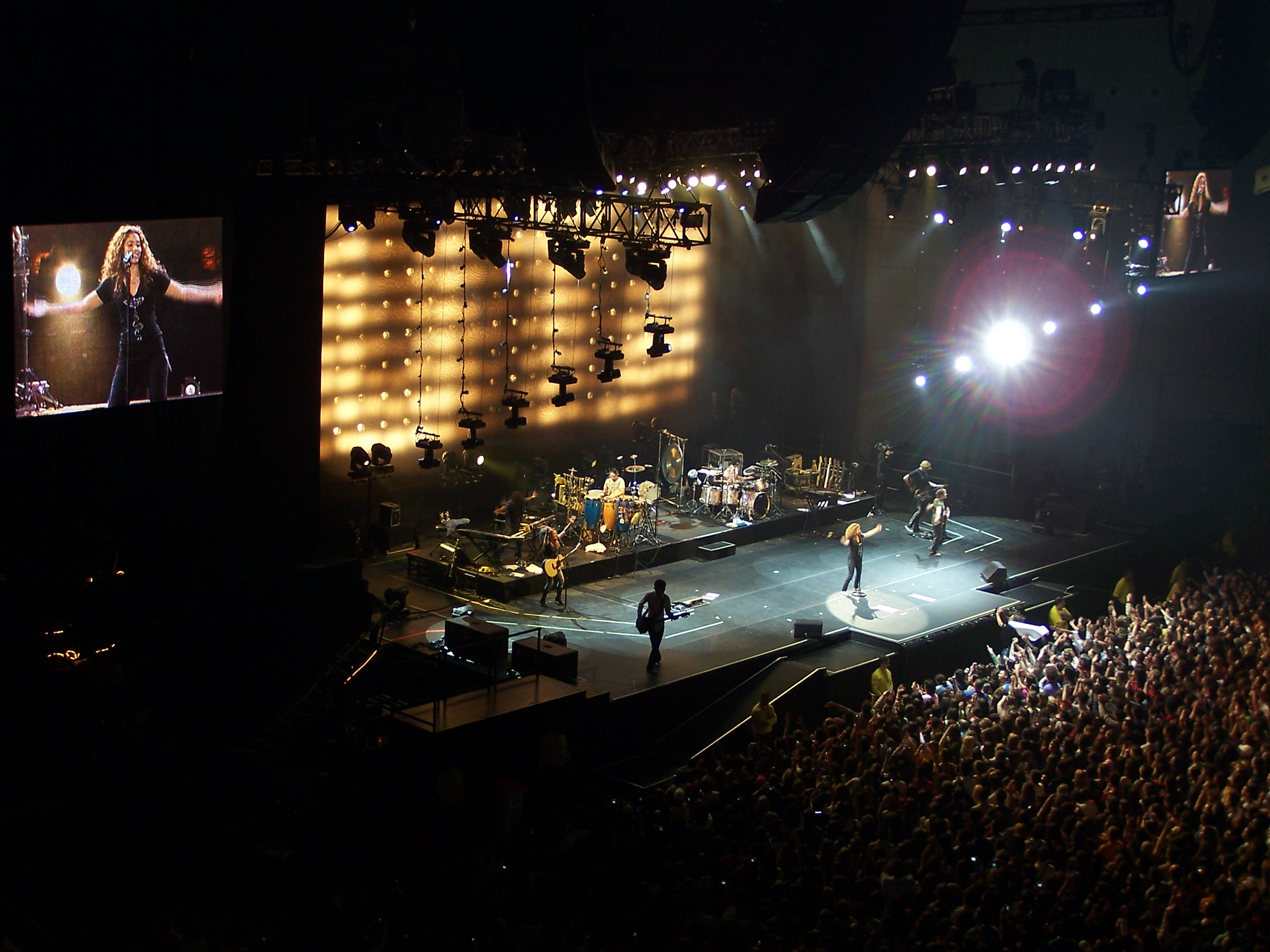
Shakira

Shakira realizó un concierto, como parte de su Gira Tour of the Mongoose en el año 2003, de nuevo en 2007 durante su gira Oral Fixation Tour, en 2010 durante su gira The Sun Comes Out World Tour y por último en 2018, con El Dorado World Tour. En el año 2004, Madonna presentó dos conciertos de su gira Re-Invention Tour en el recinto. En noviembre de 2005, acogió los MTV Europe Music Awards.
En el 2009 Kylie Minogue se presentó en un concierto por la gira KylieX2008. 
Green Day también presentó un concierto en el 2009 como parte de su gira 21st Century Breakdown World Tour. También fue una de las paradas que Lady Gaga hizo como parte de su gira The Monster Ball Tour en diciembre de 2010. 
Shakira ostenta el récord de asistencia en este escenario: El 21 de noviembre de 2010, 20 400 fanes asistieron a su concierto de la gira The Sun Comes Out World Tour. La artista colombiana sostiene a su vez los récords anteriores reuniendo más de 20 000 espectadores para su concierto de la gira Oral Fixation Tour el 4 de abril de 2007 y 19 136 espectadores en su concierto de la gira Tour of the Mongoose el 27 de abril de 2003.
Miley Cyrus visitó el recinto con su gira mundial Bangerz Tour el 15 de junio de 2014. 
Lady Gaga visitó el recinto con su gira Artrave: The Artpop Ball Tour el 10 de noviembre de 2014.
Rihanna llenó el recinto en diciembre de 2011, con su The Loud Tour, también lo llenó en 2013 con su Diamonds World Tour.
Adele llenó el pabellón en mayo de 2016 con dos conciertos y un total de 40 000 personas. 
Otros grandes nombres de la música que ya actuaron en la MEO Arena fueron: Hardwell, 30 Seconds To Mars, 50 Cent, Blink-182, Alicia Keys, Anahí Puente, Anastacia, Andrea Bocelli, Ariana Grande, Anselmo Ralph, Backstreet Boys, Bauhaus, Britney Spears, Ben Harper, Mariza, Ivete Sangalo, Beyoncé, Billie Eilish, The Black Keys, Bruno Mars, Bryan Adams, Busta Rhymes, Charles Aznavour, Carlos Santana, Chris Brown, Coldplay, Carly Rae Jepsen, Dave Matthews Band, Depeche Mode, Diante do Trono, Eagles, Enrique Iglesias, Eric Clapton, el Festival de la Canción de Eurovisión 2018, Elton John, Eros Ramazzotti, George Michael, Godsmack, Limp Bizkit, Guns N' Roses, Il Divo, Incubus, Iron Maiden, Jack Johnson, Jamiroquai, Joaquín Cortés, Jessie J, Joe Cocker, Judas Priest, Julio Iglesias, Justin Bieber, Korn, Jennifer Lopez, Justin Timberlake, Katy Perry, Kylie Minogue, Lenny Kravitz, Leonard Cohen, Limp Bizkit, Linkin Park, Lady Gaga, LMFAO, Madonna, Massive Attack, Michael Bublé , Marilyn Manson, Mark Knopfler, Mastodon, Megadeth, Metallica, Miley Cyrus, Moby, Muse, Oasis, One Direction, Pearl Jam, Plácido Domingo, Rammstein, Red Hot Chili Peppers, Ricky Martin, Rihanna, Robbie Williams, Roger Waters, Scorpions, Shakira, Semi Precious Weapons, Selena Gomez, Sigur Rós, Soy Luna Live, Simply Red, Slayer, Slipknot, Supertramp, Testament, The Black Eyed Peas, The Cranberries, The Cure, The Offspring, The Prodigy, The Pussycat Dolls, The Script, The Who, Tokio Hotel, Tool, UB40, U2, Violetta, Luan Santana, K-Pop, Dreamcather, y tantos otros.